# 紐霍普 (北卡羅萊納州韋恩縣)
紐霍普（英語：New Hope）是位於美國北卡羅萊納州韋恩縣的普查規定居民點。

## 人口
根據2020年美國人口普查的數據，紐霍普的面積為6.69平方千米，當中陸地面積為6.57平方千米，而水域面積為0.12平方千米。當地共有人口1588人，而人口密度為每平方千米237.37人。